# Papyrus 11
Papyrus 11 (in der Nummerierung nach Gregory-Aland, auch mit dem Sigel {\displaystyle {\mathfrak {P}}}11 bezeichnet) ist eine Handschrift des Neuen Testaments in Griechisch. Dieses Papyrusmanuskript des ersten Korintherbriefes enthält 1 Kor 1:17–22; 2:9–12.14; 3:1–3,5–6; 4:3,5:5–5.7–8; 6:5–9.11–18; 7,3–6.10–14. Mittels Paläographie wurde es auf das 7. Jahrhundert datiert.
Der griechische Text des Kodex repräsentiert den Alexandrinischen Texttyp. Aland ordnete ihn in Kategorie II ein.
Das Manuskript wird zurzeit in der Russischen Nationalbibliothek (Gr. 258A) in Sankt Petersburg aufbewahrt.